# Pachytarsella pachypus
Pachytarsella pachypus är en tvåvingeart som först beskrevs av Richards 1956.  Pachytarsella pachypus ingår i släktet Pachytarsella och familjen hoppflugor. Inga underarter finns listade i Catalogue of Life.